# Joseph Friedrich von Sachsen-Hildburghausen

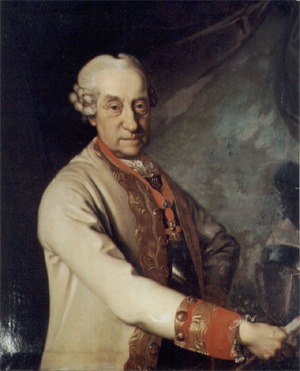
Joseph Friedrich Prinz von Sachsen-Hildburghausen, Gemälde von Johann Valentin Tischbein (1715–1768)

Joseph Friedrich von Sachsen-Hildburghausen (* 5. Oktober 1702 in Erbach; † 14. Januar 1787 in Hildburghausen) war Prinz und Regent von Sachsen-Hildburghausen, sowie kaiserlicher Generalfeldmarschall für die österreichischen Habsburger und Reichsgeneralfeldmarschall.

## Leben

### Herkunft
Joseph Friedrich wurde als jüngstes von fünf Kindern des Herzogs Ernst von Sachsen-Hildburghausen geboren. Damit gehörte er dem Haus Sachsen-Hildburghausen an. Seine Mutter, Sophia Henriette (1662–1702), war eine Tochter des Generalfeldmarschalls Georg Friedrich von Waldeck.
Drei seiner älteren Geschwister starben früh; sein ältester Bruder Ernst Friedrich trat 1715 die Nachfolge als Herzog von Sachsen-Hildburghausen an. Im Jahr von Josephs Geburt war von dessen Vater die Primogeniturordnung im Land festgelegt worden, und ohne jede Aussicht auf Regierung verlegte sich Joseph Friedrich auf die Militärkarriere, in der auch sein Vater schon beachtliche Erfolge aufzuweisen hatte.

### Militärische Karriere
Er erhielt die typische Erziehung eines Hochadligen mit einigen Bildungsreisen an verschiedene Höfe Europas. Mit 16 Jahren trat der Prinz 1719 als Schützling des Feldmarschalls Friedrich Heinrich von Seckendorff in die Kaiserliche Armee ein und wurde im selben Jahr bereits als Stabscapitain im Infanterieregiment Nr. 18 „Seckendorff“ geführt. Mit diesem Regiment nahm er kurz darauf am Krieg der Quadrupelallianz (1717–1720) in Sizilien teil. Schon hier zeichnete er sich aus.
1728 war Joseph Friedrich zum Katholizismus übergetreten; danach begann für den Prinzen auch eine schnelle militärische Karriere. Nachdem er 1729 Obristlieutenant und im Jahr darauf (18. Juli 1730) Obrist im Regiment „Pálffy“ gewesen war, wurde er am 17. Januar 1732 Inhaber des 8. Infanterie-Regimentes, das seit Joseph Friedrichs Zeit auch dessen Namen führte.
Kurz nach dem Ausbruch des Polnischen Thronfolgekrieges (1733–1735/38) wurde er 1734 auf Ansuchen des Grafen Mercy zum General-Feldwachtmeister in dessen in der Lombardei stehenden Armee befördert und diente in den folgenden Feldzügen in Norditalien. Noch während der dortigen Kämpfe, bei denen er sich bewährte, erfolgte seine Beförderung zum Feldmarschall-Lieutenant (30. April 1735). In der Schlacht bei Parma, deren für Österreich siegreicher Ausgang vor allem auch sein persönliches Verdienst war, zog er sich neben der Beförderung auch eine durch Pulverrückstände verursachte Schwarzfärbung des Gesichts zu, die er zeit seines Lebens behalten sollte.

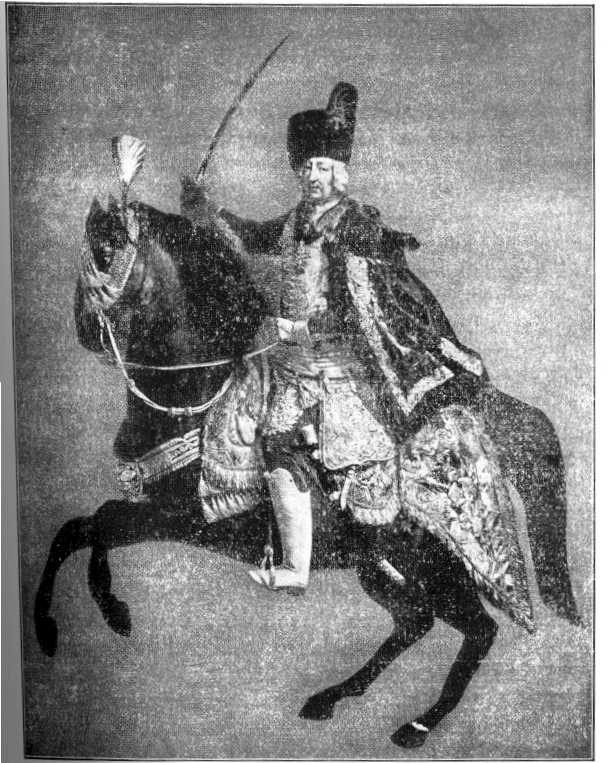
Joseph Friedrich Prinz von Sachsen-Hildburghausen

Den Polnischen Thronfolgekrieg beendete der Prinz im Rang eines Feldzeugmeisters (25. September 1736). Nur ein Jahr darauf wurde er während des Russisch-Österreichischen Türkenkrieges (1736–1739) mit dem Kommando über ein österreichisches Korps betraut. Sein Versuch, 1737 Banja Luka zu erobern, schlug zwar fehl, aber in praktisch allen wichtigen Gefechten des Krieges zeichnete sich Joseph durch persönliche Tapferkeit aus, so zum Beispiel in der Schlacht bei Grocka (22. Juli 1739), wo er den Rückzug des kaiserlichen Heeres deckte.
Nach dem Krieg wurde der Prinz zum Gouverneur von Komorn ernannt. Schon zuvor (11. Juni 1739) war auch seine Bestellung als Generalfeldzeugmeister der Reichsarmee erfolgt.
Zu Beginn des Österreichischen Erbfolgekrieges (1740–1748) organisierte Joseph in Komorn die Ausrüstung und Zusammenstellung der neuen ungarischen Regimenter und war in dieser Funktion wesentlich an den Beratungen der österreichischen Militärverwaltung beteiligt. Im Jahre 1743 berief man ihn zum Ober-Militärdirektor und kommandierenden General von Inner-Österreich, der Kroatischen Militärgrenze (1744–1748) in Karlsstadt (Karlovac) und Warasdin. Damit oblag ihm die Organisation der Militärgrenze und des militärischen Nachschubs. Dies drückte sich auch in seiner Beförderung zum Feldmarschall (18. April 1744) aus. Erst im Mai 1749 wurde er auf eigenen Wunsch hin von diesem verantwortungsvollen Posten entbunden.
In den folgenden Jahren lebte er in Österreich, bis er nach dem Ausbruch des Siebenjährigen Krieges (1756–1763) im Frühjahr 1757 zum Befehlshaber der Reichsarmee ernannt wurde, die den Auftrag hatte, gegen Friedrich II. von Preußen vorzugehen. Zusammen mit einem französischen Korps wurde die Reichsarmee jedoch am 5. November des Jahres in der Schlacht bei Roßbach vernichtend geschlagen. Joseph von Sachsen-Hildburghausen reichte daraufhin seinen Abschied ein und zog sich aus allen militärischen Angelegenheiten zurück. In der Beurteilung späterer Historiker wurde der Prinz fast immer auf diese eine Niederlage reduziert, obwohl er angesichts des katastrophalen Zustandes der Reichsarmee und des Versagens der französischen Truppen kaum etwas am Ausgang des Kampfes hätte ändern können. Eher symbolisch war auch die kurz vor seinem Tod erfolgte Beförderung zum Feldmarschall der Reichsarmee (9. November 1785), mit der die militärische Karriere des Prinzen ihren Abschluss fand.

### Gesellschaftliche Stellung
Joseph von Sachsen-Hildburghausen unterhielt zeit seines Lebens sehr gute Beziehungen zum habsburgischen Herrscherhaus. Noch im Jahre 1739 ernannte ihn Kaiser Karl VI. zum Ritter des Goldenen Vlieses, des Hausordens der Habsburger.
Am 13. März 1741 vertrat er sogar August III. von Polen als Taufpaten des jungen Erzherzogs Josef, des Sohns von Maria Theresia. Dadurch wird ersichtlich, wie nahe er der neuen Herrscherin stand, deren enger Freund er gewesen sein soll.

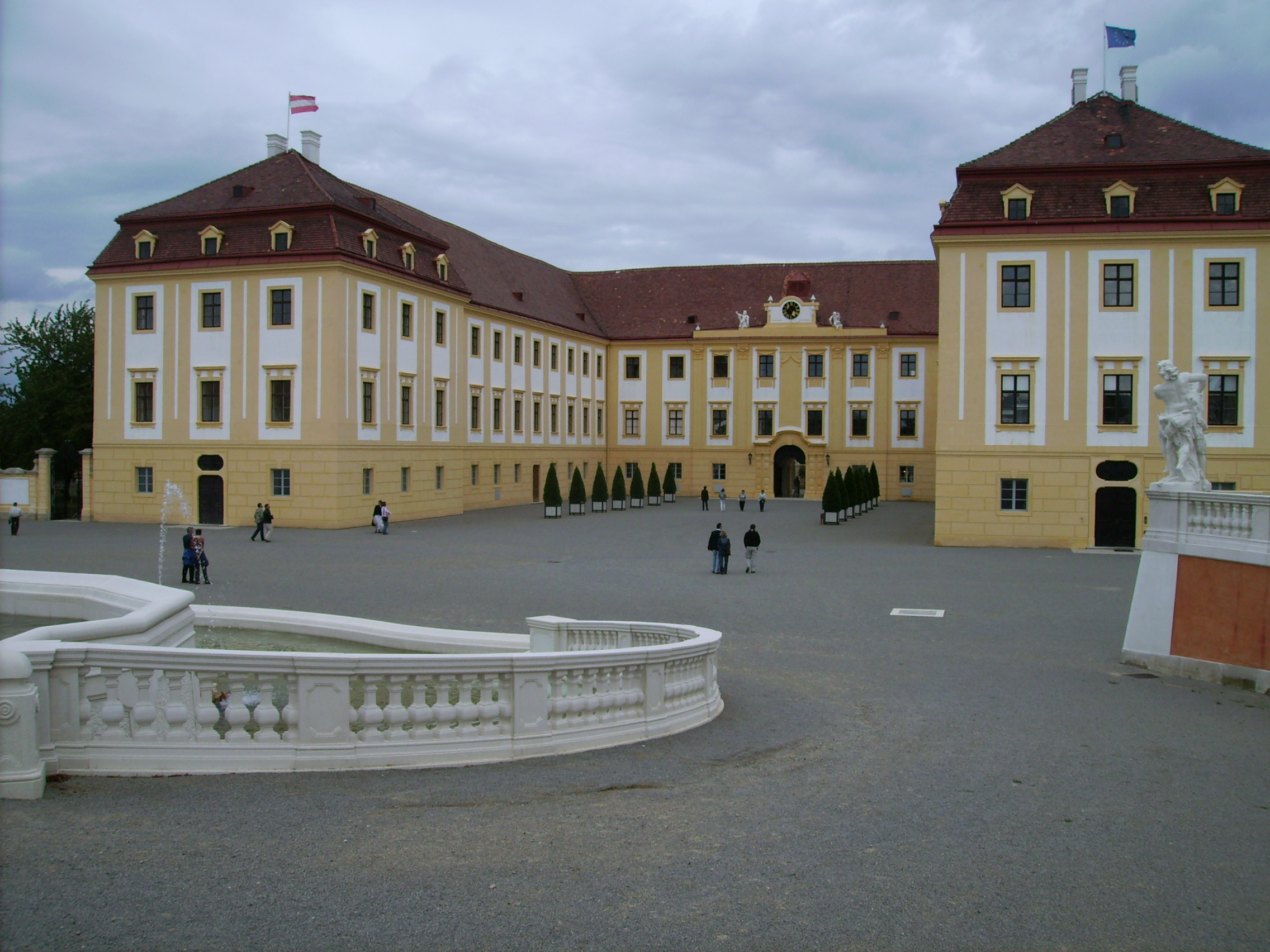
Schloss Hof, Morgengabe von Joseph Friedrichs Gemahlin

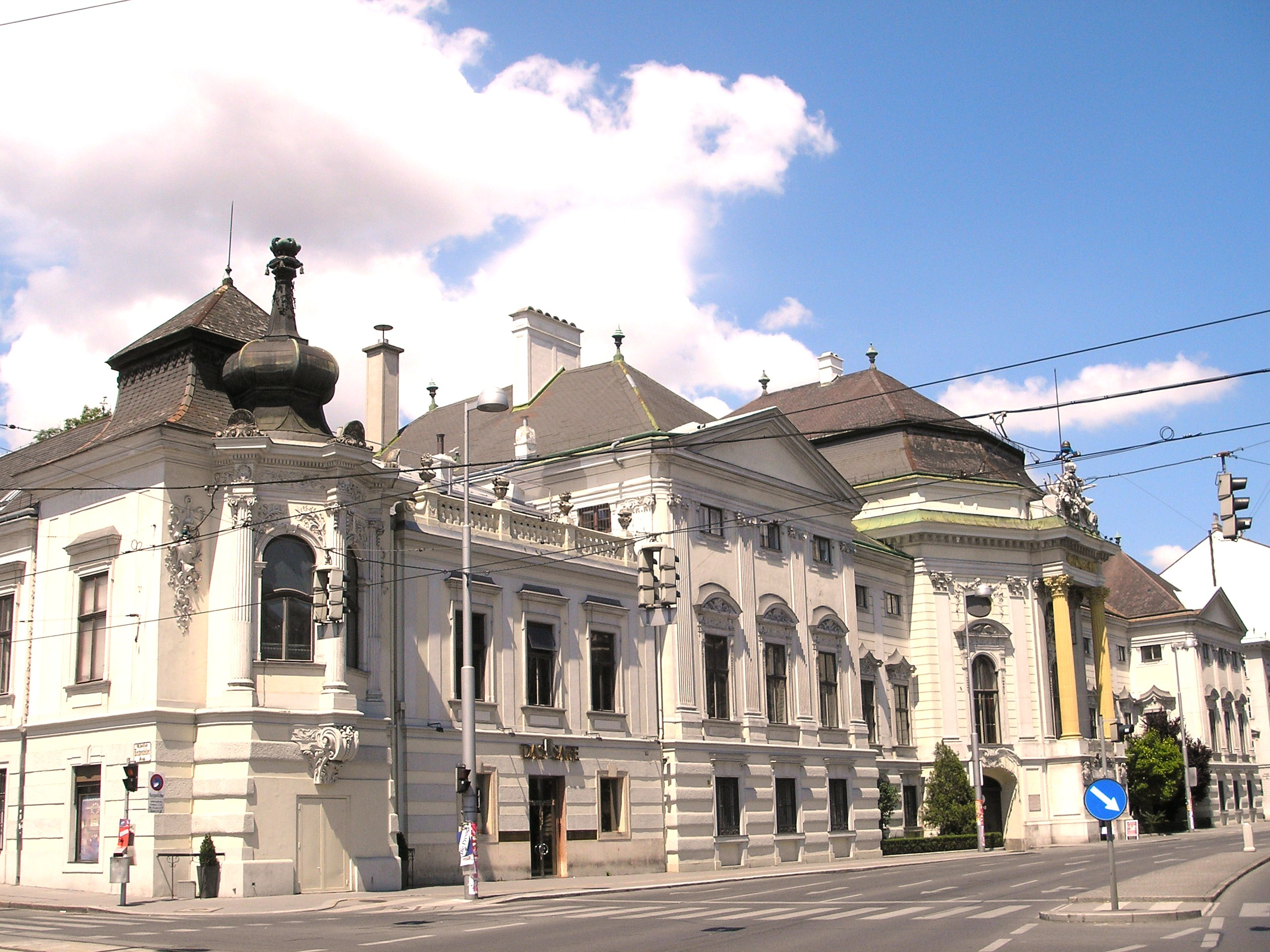
Palais Auersperg

Für eine gewisse Furore sorgte Josephs Heirat mit der 20 Jahre älteren Nichte und Alleinerbin des riesigen Vermögens des verstorbenen Prinzen Eugen von Savoyen, Prinzessin Anna Victoria von Savoyen (1683–1763), Tochter von Louis Thomas von Savoyen-Soissons (1657–1702). Die Hochzeit fand am 17. April 1738 in Paris statt. Joseph Friedrich ehelichte damit einen der reichsten Menschen Europas jener Zeit und Anna Victoria überschüttete ihren Gemahl mit Geschenken. Joseph Friedrich gelangte so in den Besitz großer Immobilien und von viel Bargeld. Dazu gehörte auch das Schloss Hof, das er aber nach der Trennung von seiner Frau nicht mehr unterhalten konnte. Um die Kaiserin als potenzielle Käuferin zu gewinnen, feierte er 1754 hier, um sie vom Kauf zu überzeugen, das aufwendigste Fest der österreichischen Geschichte.
Joseph Friedrichs Ehe verlief ansonsten jedoch kühl und wurde 1752 geschieden.
Einen Namen machte sich der Prinz in der folgenden Zeit als Mäzen, aber auch als Verschwender. So gilt er als Entdecker und Förderer des Komponisten Carl Ditters von Dittersdorf. Er verbrachte die meiste Zeit am Hofe in Wien.
Der Prinz erwarb Anfang der 1750er-Jahre das auf der damaligen Löwelbastei, gegenüber dem 1696 erbauten Stadtpalast der Fürsten Liechtenstein, befindliche Palais Strada. Dieses war 1575 vom kaiserlichen Hof-Architekten Jacopo Strada für sich und seine Kunstsammlung erbaut worden. Erst 1770 verkaufte der Prinz diese Liegenschaft, wobei er schon wesentlich früher für die Winter ein anderes Palais, das heutige Palais Auersperg, damals Palais Rofrano, angemietet hatte. Auch nach seiner Heimkehr nach Hildburghausen im Jahre 1769, endete die Anmietung des Palais keineswegs, zumindest 1774 wurde es noch als Palast des Prinzen von Hildburghausen bezeichnet.
Von 1772 bis zu seinem Tod war er der Senior der Ernestiner, musste seine damit verbundenen Rechte – auch auf das Senioratsamt Oldisleben – aber erst beim Reichshofrat einfordern. Denn er war infolge einer Neuregelung vom Anfang des 18. Jahrhunderts der erste Senior der Ernestiner geworden, der noch nicht selbst eines der ernestinischen Herzogtümer regiert hatte.

### Regent von Sachsen-Hildburghausen
Nach den vielen Schulden, die seine Verwandten, die regierenden Herzöge von Sachsen-Hildburghausen hinterließen, wurde er von Kaiser Joseph II. im Jahre 1769 zum Verwalter des Herzogtums eingesetzt, um den Staatsbankrott zu vermeiden. Herzog Ernst Friedrich III., sein Großneffe, wurde entmündigt und Joseph Friedrich übernahm 1780 stellvertretend die Funktion eines Prinzregenten.
Die Debitkommission des Kaisers arbeitete mehr als erfolgreich, wenngleich sie die Verhältnisse im Fürstentum bis zu Joseph Friedrichs Tod nicht vollständig ordnen konnte. Seine letzten Lebensjahre verbrachte der Prinz mehr als haushälterisch; über seine Lebensgewohnheiten schreibt der englische Reisende Swinburne: „Ich machte ... meine Aufwartung beim alten Prinzen von Sachsen-Hildburghausen. Er ist 80 Jahre alt und kann 300 Pfund stemmen. Er zieht sich jeden Abend 8 Uhr in seine Appartements zurück. Wenn er aus seinem Salon in sein Schlafzimmer geht, sind Leute aufgestellt, welche ihm seine Perücke und seine Kleider abziehen, dergestalt, dass, wenn er in die Tür seines Schlafzimmers tritt, er allzeit fertig zum Bett ist.“ Ähnliches schrieb auch Goethe an Frau von Stein: „Heute habe ich in Hildburghausen bei dem Alten gegessen. Er war sehr munter und freundlich, gab mir Audienz im Bett und war nachher gleich angekleidet zur Tafel.“